# Хелена Кадаре
Хелена Кадаре (алб. Helena Kadare; Фјер, Албанија, 1943), позната и као Елена Кадаре и Елена Гуши-Кадаре, рођена је у централној Албанији. Студирала је књижевност на Универзитету у Тирани и радила је у новинарству и издаваштву. Ауторка је бројних кратких прича и прва је жена која је објавила роман на албанском језику: Тешко рођење (алб. Një lindje e vështirë; 1970). Удата је за албанског аутора Исмаила Кадареа (алб. Ismail Kadare) са којим се 1990. године преселила у Париз, где је њена новела Жена из Тиране (алб. Një grua nga Tirana; 1990) објављена и на француском језику.